# Спонсори чемпіонату Європи з футболу 2016
У статті перераховані компанії, які є спонсорами УЄФА Євро 2016.

## Офіційні спонсори
Офіційні спонсори турніру:
- Carlsberg[1]
- Coca-Cola[2]
- Continental[3]
- Hyundai–Kia[4]
- McDonald's[5]
- SOCAR[6]